# Люционжанка
Люционжанка  (пол. Luciążanka) — остановочный пункт железной дороги (платформа) в деревне Стара-Весь (польск. Stara Wieś) в гмине Розпша, в Лодзинском воеводстве Польши. Имеет 2 платформы и 2 пути. 
Остановочный пункт на железнодорожной линии Варшава — Катовице, построен в 1967 году. Название пункта от реки Люционжа (польск. Luciąża).